# نيكولاس جيفارا
نيكولاس جيفارا (بالإسبانية: Nicolás Guevara)‏ هو لاعب كرة قدم أرجنتيني، ولد في 1 فبراير 1987. لعب مع نادي ليفربول.

## وصلات خارجية
- نيكولاس جيفارا على موقع قاعدة بيانات كرة القدم.إي يو (الإنجليزية)